# Okres Heves
Okres Heves (maďarsky Hevesi járás) je jedním ze sedmi okresů maďarské župy Heves. Jeho centrem je město Heves.

## Sídla
V okrese se nachází celkem 17 měst a obcí.
- Átány
- Boconád
- Erdőtelek
- Erk
- Heves
- Hevesvezekény
- Kisköre
- Kömlő
- Pély
- Tarnabod
- Tarnaméra
- Tarnaörs
- Tarnaszentmiklós
- Tarnazsadány
- Tenk
- Tiszanána
- Zaránk